# Мактул Хаджи Ібрагім-паша
Ібрагім-паша (тур. Maktul Hacı Ibrahim Pasha) (помер 24 вересня 1604 ) -  Османській державний діяч, який служив в губернатором Єгипту в 1604 р. до того, як його вбили, повсталі воїни-сепахи Османської армії. Він також чотири рази обіймав посаду дефтердара (міністра фінансів) Османської імперії (1582–83, 1587–88, 1593–94, 1596).

## Ім'я
Також відомий як Хаджі Ібрагіма-паша або Мактул Ібрагім-паша. Серед своїх арабських підданих, як Ібрагім-паша аль-Мактул.  Мактул означає "Забитий".

## Біографія
Схоже, Ібрагім-паша жив у Карамані в юності і був дервішем, послідовником аскетичного мусульманського містика Румі. Інколи він згадується з епітетом "Суфі" істориками.  Він також був кади (суддею) до того, як стати чотириразовим дефтердаром імперії та губернатором Єгипту.

## Посада губернатора Єгипту
У 1604 році султан Ахмед I призначив Ібрагіма-пашу губернатором Єгипту, що був тоді Єгипетським еялетом Османської імперії. Офіційний титул намісника Єгипту - бейлербей, тоді як губернаторів провінції взагалі називали валі.
З часу османського завоювання Єгипту та їх підкорення в 1517 р. мамелюки намагалися отримати більший вплив у Єгипті; часто через вплив на османських солдатів, що потім тисли на османського намісника. Після того, як Ібрагім-паша був призначений губернатором у 1604 році, він почав застосовувати жорсткі правила щодо солдатів, особливо до корпусу сипахів (елітний кавалерійський корпус Османської армії) засудивши деяких із них на смерть. Нібито Ібрагім-паша повісив одного солдата з феллахів (арабськомовного місцевого населення).
Інше джерело стверджує, що напруженість зросла, коли Ібрагім-паша відмовився сплачувати хабар місцевим сипахам за вступ на посаду губернатора Єгипту. Сипахи в Єгипті наклали на місцевих селян незаконний податок тульба. Коли Ібрагім-паша відмовився брати участь у цій корупційній схемі - мамлюки і сипахи виступили проти нього.

## Вбивство
Напруженість зросла через кілька місяців після того, як Ібрагім-паша вступив на посаду. 24 вересня 1604 р.  Паша з своїми озброєними товаришами покинув цитадель губернатора в Каїрі, щоб відкрити дамбу або водяне колесо в якомусь із районів міста. У той же час в некрополі Каїру зібралися солдати його армії і присяглися на гробницях святих убити губернатора.
Незважаючи на попередження про наміри повстанців, Ібрагім-паша відмовився тікати. У присутності кількох бійців та військових чиновників 15 повсталих солдатів кавалерії підійшли до Ібрагіма-паші і вбили його мечами. Ібрагім-паша, таким чином, став першим губернатором Османської імперії, який був убитий власними військами, заробивши посмертний епітет Мактул, що означає "Забитий".
Після вбивства паші повсталі солдати виставили його голову на воротах Баб Зувейла, де зазвичай виставляли голови злочинців. Головний кади (суддя) в еялеті став виконуючим обов'язки губернатора, поки султан не міг призначити нового.

## Спадщина
Смерть Ібрагіма-паші спричинила період лиха в Єгипті, а стабільність відновилася лише приблизно через 7 або 8 років, коли губернатор Кара Мехмед-паша нарешті придушив заколот, заслуживши свій епітет Кул Киран ("Дресерувальний рабів").